# Hervormde kerk (Aalst)
De Hervormde kerk (ook: Maria en Sint-Antoniuskerk) is de PKN-protestantse kerk te Aalst, gelegen aan Kerkstraat 1.

## Geschiedenis
De kerk werd in de 15e eeuw gebouwd als Rooms-katholiek kerkgebouw, gewijd aan Onze-Lieve-Vrouw en Sint-Antonius. Einde 16e eeuw werd het een Hervormde kerk.
Het betreft een bakstenen eenbeukige kerk met aangebouwde toren, welke voorzien is van een tentdak. De onderbouw van de toren en een deel van de noordelijke muur van het schip zijn in tufsteen uitgevoerd en mogelijk 12e-eeuws, als restanten van een Romaanse voorganger. De zuidelijke muur van het schip is vernieuwd in 1922. Het 15e-eeuwse koor is driezijdig afgesloten.

## Interieur
In de kerk bevindt zich een zerk van 1544 voor Goessens Jansz., die heer was van Aalst, en zijn vrouw Johanna van Aelst Sande. Ook is er een nis met borstbeeld van Echbert Klop Hooghdyk, deels in Lodewijk XIV-stijl uit 1722. Onder de preekstoel bevindt zich een gotische voet in hardsteen, die van een doopvont afkomstig kan zijn.